# Parafia Matki Bożej Częstochowskiej w Kamienicy Górnej
Parafia Matki Bożej Częstochowskiej w Kamienicy Górnej – parafia rzymskokatolicka, znajdująca się w diecezji tarnowskiej, w dekanacie Pilzno.